# Miloslav Vlček
Miloslav Vlček est un homme politique tchèque né à Konice dans le district de Prostějov le 1er février 1961. Il est, entre 2006 et 2010, président de la Chambre des députés tchèque, où il siège sous les couleurs du ČSSD.

## Biographie
Après une formation de machiniste-tractoriste, il étudie l'agriculture à Prostějov et à Brno, où il reçoit le diplôme d'ingénieur. Il travaille ensuite comme économe adjoint à la coopérative agricole de Ludmírov, puis dans les services financiers à Konice.
Membre durant les années 1980 du KSČ, le parti communiste tchécoslovaque, Miloslav Vlček adhère au parti social-démocrate tchèque, le ČSSD. Élu pour la première fois en 1996 député, il n'a jamais quitté depuis les rangs de la chambre des députés dont il est malgré son jeune âge un des doyens.
Il est à trois reprises vice-président du groupe du ČSSD (du 17 juin 2002 au 18 mars 2003, du 13 décembre 2005 au 15 juin 2006, à partir du 20 juin 2006).
Il est élu le 14 août 2006 président de la Snemovna à la suite d'un accord entre les deux formations arrivées en tête des législatives du 4 juin 2006, l'ODS et le ČSSD.
Il est par ailleurs membre du conseil municipal de Konice et membre du conseil d'administration de plusieurs institutions publiques. Il fait partie de la présidence et du conseil exécutif du ČSSD, et préside le comité exécutif de la section du ČSSD de la région d'Olomouc.
En avril 2010, deux affaires de Vlček ont apparu. Il a rendu 1,1 million de couronnes (44 000 euros) en liquide à son ami, mais après le loi tchèque, on ne peut pas payer plus de 500 000 couronnes (20 000 euros) en liquide. Il a aussi aidé son ami à obtenir les subventions d'état 25 millions de couronnes (1 million d'euros) pour construire un hôtel. Le 22 avril 2010, il a annoncé de démissionner au 30 avril.